# Helice tientsinensis
Helice tientsinensis is een krabbensoort uit de familie van de Varunidae. De wetenschappelijke naam van de soort is voor het eerst geldig gepubliceerd in 1931 door Rathbun.